# Shaira hemipteroides
Shaira hemipteroides là một loài bọ cánh cứng trong họ Chrysomelidae. Loài này được Lopatin miêu tả khoa học năm 2006.